# Ungern i Eurovision Song Contest 2016

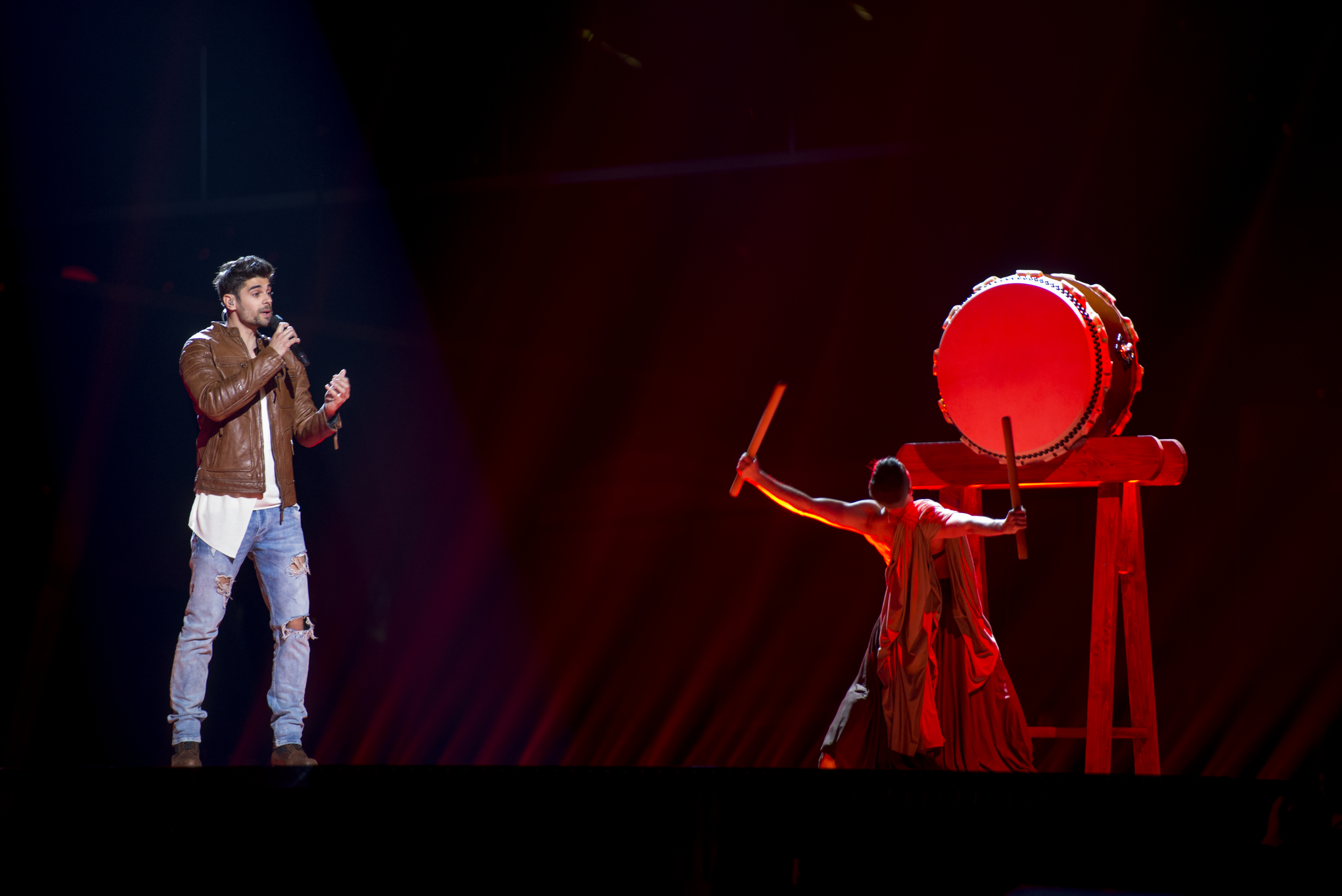
Till vänster:
Freddie framför låten "Poioneer" på en repetition under Eurovision Song Contest 2016.

Ungern deltog i Eurovision Song Contest 2016 i Stockholm, Sverige. Deras bidrag valdes ut genom den nationella uttagningen A Dal 2016, organiserad av MTVA och den ungerska TV-kanalen Duna TV. Freddie med låten "Poioneer" representerade landet.

## Format
A Dal 2016 var den femte upplagan av A Dal som utser det ungerska bidraget. Tävlingen bestod av sex deltävlingar som inleddes den 23 januari 2016 och avslutades med en final den 27 februari 2016. 
Formatet på tävlingen bestod av sex delar med tre deltävlingar, två semifinaler och en final. De sex showerna ägde rum på MTVA Studio 1 i Budapest och leddes av Csilla Tatar.

## Showerna
Bidragen i delfinalerna utsågs av fyra jurymedlemmar, telefonröster och SMS-röster. Fem bidrag gick vidare samt en wildcard delades ut. 

### Show 1
Show 1 sändes 23 januari 2016
De bidrag med gul bakgrund gick vidare, grön bakgrund fick wildcard.
|    | Artist             | Sång             | Poäng (Jury) | Poäng (Tele) | Total |
| -- | ------------------ | ---------------- | ------------ | ------------ | ----- |
| 1  | Odett              | "Stardust"       | 29           | 5            | 34    |
| 2  | Fatima Mohamed     | "Ott leszek"     | 25           | 5            | 30    |
| 3  | ByTheWay           | "Free to Fly"    | 26           | 5            | 31    |
| 4  | Mushu              | "Uncle Tom"      | 30           | 6            | 36    |
| 5  | Jázmin Török       | "Power of Love"  | 30           | 5            | 35    |
| 6  | Benji              | "Kötéltánc"      | 33           | 6            | 39    |
| 7  | Egy Másik Zenekar  | "Kéne közös kép" | 30           | 6            | 36    |
| 8  | Petra Veres-Kovács | "Singing Peace"  | 25           | 7            | 32    |
| 9  | Freddie            | "Pioneer"        | 34           | 8            | 42    |
| 10 | Reni Tolvai        | "Fire"           | 29           | 6            | 35    |

### Show 2
Sändes 30 januari 2016
|    | Artist                                   | Sång            | Poäng (Jury) | Poäng (Tele) |    |
| -- | ---------------------------------------- | --------------- | ------------ | ------------ | -- |
| 1  | Passed                                   | "Driftin'"      | 29           | 5            | 34 |
| 2  | Group'n'Swing                            | "Szeretni fáj"  | 26           | 5            | 31 |
| 3  | Anna Patai                               | "Colors"        | 27           | 5            | 32 |
| 4  | Maszkura és a Töcsökraj + Siska Finuccsi | "Kinek sírjam"  | 28           | 4            | 32 |
| 5  | C.E.T. – Alex Kabai                      | "Free"          | 22           | 5            | 27 |
| 6  | Gergő Oláh                               | "Győz a jó"     | 33           | 6            | 39 |
| 7  | Laci Gáspár                              | "Love and Bass" | 31           | 6            | 37 |
| 8  | André Vásáry                             | "Why"           | 33           | 6            | 39 |
| 9  | Karmapolis & Böbe Szécsi                 | "Hold On To"    | 30           | 6            | 36 |
| 10 | Kállay Saunders Band                     | "Who We Are"    | 33           | 8            | 41 |

### Show 3
Sändes 6 februari 2016.
|    | Artist                    | Sång                       | Poäng (Jury) | Poäng (Tele) | Total |
| -- | ------------------------- | -------------------------- | ------------ | ------------ | ----- |
| 1  | Nika                      | "Emlékkép"                 | 29           | 5            | 34    |
| 2  | B The First               | "You Told Me You Loved Me" | 31           | 5            | 36    |
| 3  | Ív                        | "Love Kills Me"            | 28           | 5            | 33    |
| 4  | Bálint Gájer              | "Speed Bump"               | 26           | 7            | 33    |
| 5  | Parno Graszt              | "Már nem szédülök"         | 33           | 5            | 38    |
| 6  | Viki Singh                | "Katonák"                  | 28           | 6            | 34    |
| 7  | Júlia Horányi             | "Come Along"               | 25           | 6            | 31    |
| 8  | Petruska                  | "Trouble in My Mind"       | 35           | 7            | 42    |
| 9  | Olivér Berkes & Andi Tóth | "Seven Seas"               | 28           | 7            | 34    |
| 10 | Szilvia Agárdi            | "It Is Love"               | 33           | 7            | 40    |

## Semifinalerna

### Semifinal 1
Sändes 13 februari. Bidragen med guldbakgrund gick vidare till final (Både Jury och Publik). Bidraget med grön bakgrund gick vidare till final (Endast publik)
|   | Artist                   | Sång                       | Poäng (Jury) | Poäng (Tele) | Total |
| - | ------------------------ | -------------------------- | ------------ | ------------ | ----- |
| 1 | Reni Tolvai              | "Fire"                     | 28           | 5            | 33    |
| 2 | Petruska                 | "Trouble in My Mind"       | 36           | 7            | 43    |
| 3 | Szilvia Agárdi           | "It Is Love"               | 32           | 7            | 39    |
| 4 | B The First              | "You Told Me You Loved Me" | 29           | 6            | 35    |
| 5 | Gergő Oláh               | "Győz a jó"                | 35           | 7            | 42    |
| 6 | Benji                    | "Kötéltánc"                | 27           | 6            | 33    |
| 7 | Kállay Saunders Band     | "Who We Are"               | 33           | 8            | 41    |
| 8 | Karmapolis & Böbe Szécsi | "Hold On To"               | 29           | 6            | 35    |
| 9 | Mushu                    | "Uncle Tom"                | 32           | 7            | 39    |

### Semifinal 2
Sändes 20 februari. Bidragen med guldbakgrund gick vidare till final (Både Jury och Publik). Bidraget med grön bakgrund gick vidare till final (Endast publik)
|   | Artist                    | Sång               | Poäng (Jury) | Poäng (Tele) | Total |
| - | ------------------------- | ------------------ | ------------ | ------------ | ----- |
| 1 | Egy Másik Zenekar         | "Kéne közös kép"   | 28           | 5            | 33    |
| 2 | Olivér Berkes & Andi Tóth | "Seven Seas"       | 27           | 6            | 33    |
| 3 | André Vásáry              | "Why"              | 36           | 6            | 42    |
| 4 | Passed                    | "Driftin'"         | 27           | 6            | 33    |
| 5 | Laci Gáspár               | "Love and Bass"    | 29           | 6            | 35    |
| 6 | Nika                      | "Emlékkép"         | 32           | 7            | 39    |
| 7 | ByTheWay                  | "Free to Fly"      | 26           | 5            | 31    |
| 8 | Freddie                   | "Pioneer"          | 38           | 9            | 47    |
| 9 | Parno Graszt              | "Már nem szédülök" | 36           | 6            | 42    |

## Final
Sändes 27 februari. Bidragen med guldbakgrund vann. Bidraget med grön bakgrund gick vidare till omgång 2 (där vinnaren utsågs).
|   | Artist                    | Sång                 | Poäng (Jury) | Poäng (Tele) | Total |
| - | ------------------------- | -------------------- | ------------ | ------------ | ----- |
| 1 | Mushu                     | "Uncle Tom"          | -            | -            | -     |
| 2 | Parno Graszt              | "Már nem szédülök"   | 4            | -            | -     |
| 3 | Olivér Berkes & Andi Tóth | "Seven Seas"         | 4            | -            | -     |
| 4 | Petruska                  | "Trouble in My Mind" | 14           | -            | -     |
| 5 | Gergő Oláh                | "Győz a jó"          | 28           | -            | -     |
| 6 | Freddie                   | "Pioneer"            | 34           | -            | -     |
| 7 | Kállay Saunders Band      | "Who We Are"         | 18           | -            | -     |
| 8 | André Vásáry              | "Why"                | 10           | -            | -     |

## Under ESC
Ungern deltog i SF1 där de nådde finalen. I finalen hamnade de på 19:e plats med 108p.